# Visnums-Kils kyrka

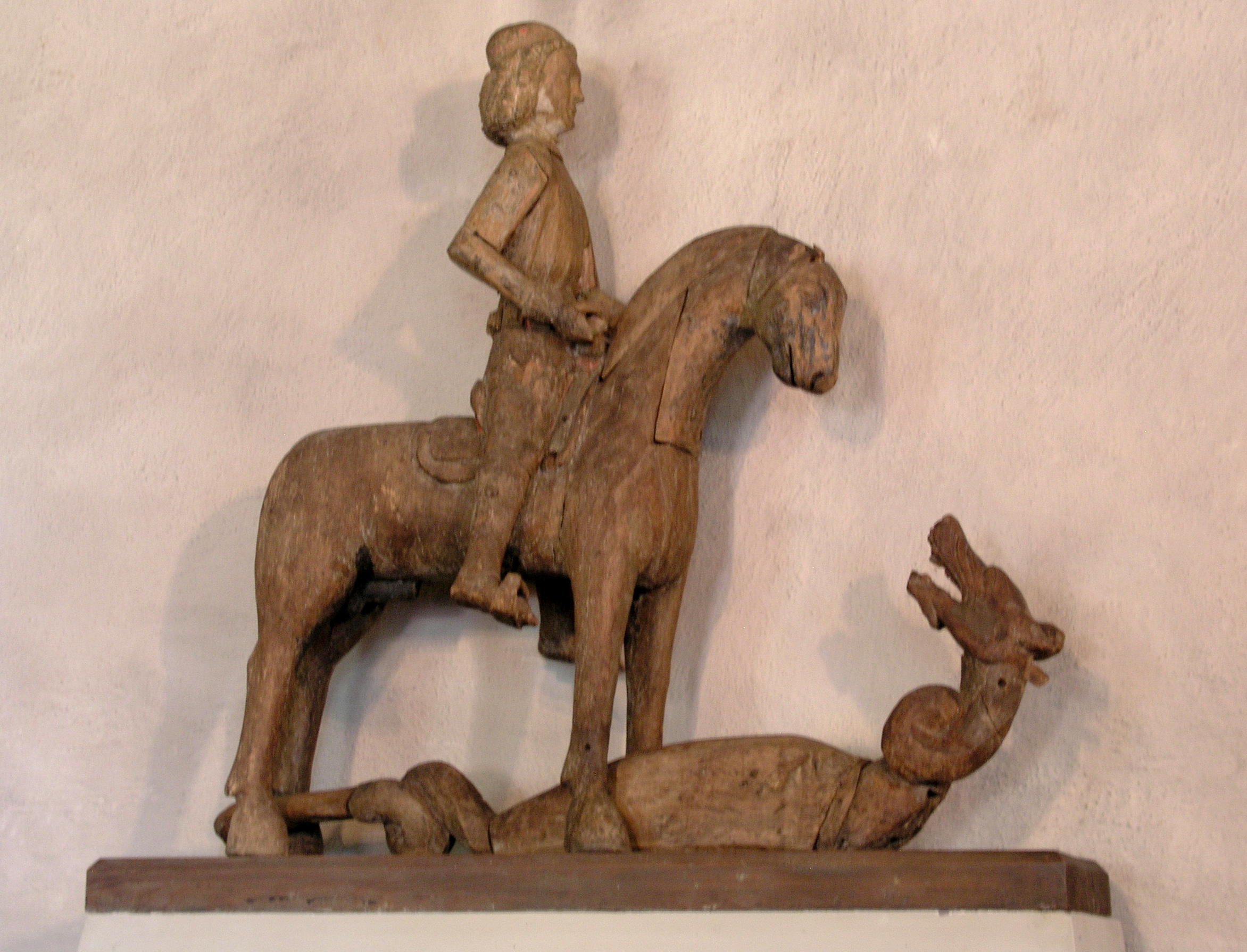
Sankt Göran och draken. Skulpturen som är ett provinsarbete är daterad till omkring år 1500. Spjutet som den ädle riddaren sticker i drakens gap har förkommit.

Visnums-Kils kyrka är en kyrka i Visnums-Kils församling, Karlstads stift. Den ligger i Kristinehamns kommun, cirka 25 km söder om centralorten Kristinehamn.

## Kyrkobyggnaden
På platsen fanns tidigare en träkyrka från medeltiden. Nuvarande kyrka invigdes 1756. Den är byggd i sten och har plats för cirka 300 personer.
I kyrkan kan ses inredningar och inventarier från olika tidsepoker:
- Läktare (1771)
- Takmålningar (1774)
- Altaruppsats (ca 1690)
- Predikstol (1693)
- Dopfunt (skänkt till kyrkan 1720)
- Golvur (skänkt till kyrkan 1780)
- Sakramentskåp (medeltiden)
- Psalmnummertavla (1600-tal)
- Madonnabild (1200-tal)
- Triumfkrucifix (1300-tal)
- Kyrkorgel (1902)

En biskopsbild tillhörande kyrkan förvaras sedan 1915 på Historiska museet. Den är daterad 1250-tal.
Kyrkans unika trästaty av Sankt Göran och draken är det enda konstverket i stiftet med detta motiv.

## Orgel
- 1847 byggde Erik Adolf Setterquist, Hallsberg en orgel med 7 1/2 stämmor.
- 1903 byggde E. A. Setterquist & Son, Örebro en mekanisk orgel med rooseweltlåda. Besiktigades av musikdirektör Claes Wilhelm Rendahl i Karlstad och invigdes onsdagen 16 september 1903 av kyrkoherde Johan Hjalmar Fröding (1851-1919), kyrkoherde i Visnum från 1898 efter sin far Johannes Fröding.[1]

| Manual        | Pedal      | Koppel     |
| Borduna 16´   | Subbas 16´ | Man/Ped    |
| Principal 8´  |            | Man 4'/Man |
| Rörflöjt 8'   |            |            |
| Salicional 8' |            |            |
| Octava 4'     |            |            |
| Flöjt 4'      |            |            |
| Kvinta 2 2/3' |            |            |